# Francisco Lázaro Antigua Arencibia
Francisco Lázaro Antigua Arencibia (La Habana, Cuba, 30 de agosto de 1920-1983), cursó estudios desde 1938 a 1942 y desde 1956 a 1959 en la Escuela Nacional de Bellas Artes “San Alejandro”, de La Habana, Cuba.
En el año 1959 obtuvo la beca de Estudios de Escultura en Italia, otorgada por la Dirección General de Cultura, Ministerio de Educación.
A partir del año 1953 y hasta 1955 fue miembro fundador del Grupo “Los Once”, La Habana, CUBA.
Desde 1961 fue miembro fundador de la Unión de Escritores y Artistas de Cuba (UNEAC).

## Exposiciones personales
- En 1952 realiza la exposición personal "Antigua y Viredo Exponen" en los Salones de la Confederación de Trabajadores de Cuba (CTC), La Habana.
- En 1988 "Pancho Antigua, Esculturas y grabados" Museo Nacional de Bellas Artes, La Habana.

## Exposiciones colectivas
- En el año 1946 participa junto a otros creadores en la III Exposición Nacional de Pintura y Escultura. Salón de los Pasos Perdidos, Capitolio Nacional, La Habana.
- En 1961 participa en la VI Bienal de Sâo Paulo Museu de Arte Moderna. Parque Ibirapuera, Sâo Paulo, BRASIL.
- En 1958 en la I Bienal Interamericana de Pintura y Grabado. Instituto Nacional de Artes Plásticas, México.
- En el año 1963 se muestra en la Primera Bienal Americana de Grabado. Museo de Arte Contemporáneo, Universidad de Chile
- En 1978 en la I Trienal de esculturas pequeñas, Galería Amelia Peláez, Parque Lenin, La Habana, CUBA.
- En 1994 está presente en "Homenaje" Asociación de Grabadores de Cuba: 1949 1968. Galería L, La Habana.

## Premios
En 1968 obtuvo el Tercer Premio en Escultura. Salón Nacional de Artes Plásticas [UNEAC], Museo Nacional de Bellas Artes, La Habana. 
Murió en La Habana, Cuba el 9 de marzo de 1983.
- Datos: Q5866561